# エガセラ属
エガセラ属（Eggerthella）は、真正細菌の放線菌門コリオバクテリウム綱エガセラ目エガセラ科に属する属の一つである。

## 概要
エガセラ属の菌種は好気性、非胞子形成性、非運動性、グラム陽性の単独或いは2連又は数個の連鎖桿菌である。ヒトの大腸と糞便から見出され、潰瘍性大腸炎、肝臓及び肛門の膿瘍、並びに全身性菌血症の原因の一つである。
基準株であるエガセラ・レンタ（Eggerthella lenta）は1999年以前はユウバクテリウム・レンツム（Eubacterium lentum）として知られていた。1980年以前の名前はバクテロイデス・レンツム（Bacteroides lentus）であり、この菌株を1935年に発見したArnold Eggerthに因んでこの属の名称は決められた。
エガセラ属細菌は識別が困難なため、特性が十分に知られていない。病原菌として、今後の研究が進められることが期待されている。全身に広がる疾病を引き起こす傾向が知られている。